# Gyrinus natator
A Gyrinus natator a rovarok (Insecta) osztályának a bogarak (Coleoptera) rendjébe, ezen belül a ragadozó bogarak (Adephaga) alrendjébe és a keringőbogár-félék (Gyrinidae) családjába tartozó faj.

## Előfordulása
A Gyrinus natator előfordulási területe főleg Európa északibb és keletibb részei; Nyugat-Európában ritkább. Egyes forrás szerint Szibériában és Kínában is fellelhető.

## Megjelenése
Igen hasonlít a rokon Gyrinus substriatusra és a Gyrinus suffrianira, amelyekkel könnyen összelehet téveszteni. Az ovális teste körülbelül 6 milliméter hosszú és 4 milliméter széles. A fedőszárnyai fémesen feketék, a lábai vörösesek vagy sárgásak.

## Életmódja
A lassú folyású patakok, pocsolyák és mocsarak vízfelületén kering. A ritkás növényzetű területeket kedveli. Ez a ragadozó bogár kis vízibolhákkal (Daphnia pulex), annak rokonaival és más vízi, illetve vízre hullott gerinctelennel táplálkozik.

## Szaporodása
A szaporodási időszaka nyáron van. A petéket egy füzérben, egy növényszárra rakja le. A bebábozódáshoz, a lárva felmászik egy vízből kiemelkedő növényre. Az imágó a víz alatt áttelel.

### Fordítás
- Ez a szócikk részben vagy egészben  a   Gyrinus natator című angol Wikipédia-szócikk ezen változatának fordításán alapul.  Az eredeti cikk szerkesztőit annak laptörténete sorolja fel. Ez a jelzés csupán a megfogalmazás eredetét és a szerzői jogokat jelzi, nem szolgál a cikkben szereplő információk forrásmegjelöléseként.